# NGC 5300
NGC 5300 ist eine Balken-Spiralgalaxie mit aktivem Galaxienkern vom Hubble-Typ SBc im Sternbild Jungfrau nördlich der Ekliptik. Sie ist schätzungsweise 51 Millionen Lichtjahre von der Milchstraße entfernt und hat einen Durchmesser von etwa 60.000 Lj.

Im selben Himmelsareal befinden sich u. a. die Galaxien IC 939, IC 940 und IC 943.
Das Objekt wurde am 2. Februar 1786 von dem Astronomen William Herschel mithilfe seines 18,7-Zoll-Spiegelteleskops entdeckt und später von Dreyer in den New General Catalogue aufgenommen.